# Brannoviken
Die Brannoviken (lateinisch Brannovices, auch Aulerci Brannovices) waren ein gallischer Keltenstamm im Stammesverbandes der Aulerker. Nach Caesar gehörten sie zusammen mit den Aulerkern, Ambarrern und Segusiavern zu den Klienten der Haeduer. Ihr Siedlungsgebiet lag zwischen der Loire und der Seine im Gebiet um Mâcon, nach Caesar ungefähr nördlich von dem der Ambarrer. Der Name Brannovices kann mit „Rabenkämpfer“ übersetzt werden. Bei Scheibelreiter wird ein Zusammenhang mit der keltischen Rabensymbolik hergestellt. Die Region Le Brionnais im Süden Burgunds soll ihren Namen von den Brannoviken herleiten.
Caesar nennt sie als östlichste Verbündete der civitates maritimae, der seefahrenden Stämme der Region Aremorica. 57 v. Chr. sandte er Publius Licinius Crassus mit einer Legion in die Territorien der Veneter, Redonen, Brannoviken und anderer keltischer Stämme, die sich daraufhin unterwarfen.
Beim Entsatzheer für die in Alesia eingeschlossenen Truppen von Vercingetorix (52 v. Chr.) stellten die Haeduer mit ihren Klientenstämmen, darunter den Brannoviken, eine Streitmacht von 35.000 Mann.